# Смілівська сільська рада (Роменський район)
Смі́лівська сільська́ ра́да — колишній орган місцевого самоврядування в Роменському районі Сумської області. Адміністративний центр — село Сміле.

## Загальні відомості
- Населення ради: 2 311 особа (станом на 2001 рік)

## Населені пункти
Сільській раді підпорядковані населені пункти:
- с. Сміле
- с. Червоне

## Склад ради
Рада складається з 20 депутатів та голови.
- Голова ради: Осташко Григорій Андрійович
- Секретар ради: Балюра Людмила Василівна

### Керівний склад попередніх скликань
| Прізвище, ім'я, по батькові | Основні відомості                                                               | Дата обрання | Дата звільнення |
| --------------------------- | ------------------------------------------------------------------------------- | ------------ | --------------- |
| Глущенко Любов Анатоліївна  | Сільський голова, 1950 року народження, член Комуністичної партії України       | 26.03.2006   | 31.10.2010      |
| Осташко Григорій Андрійович | Сільський голова, 1961 року народження, освіта середня спеціальна, безпартійний | 31.10.2010   |                 |

Примітка: таблиця складена за даними сайту Верховної Ради України